# شونن

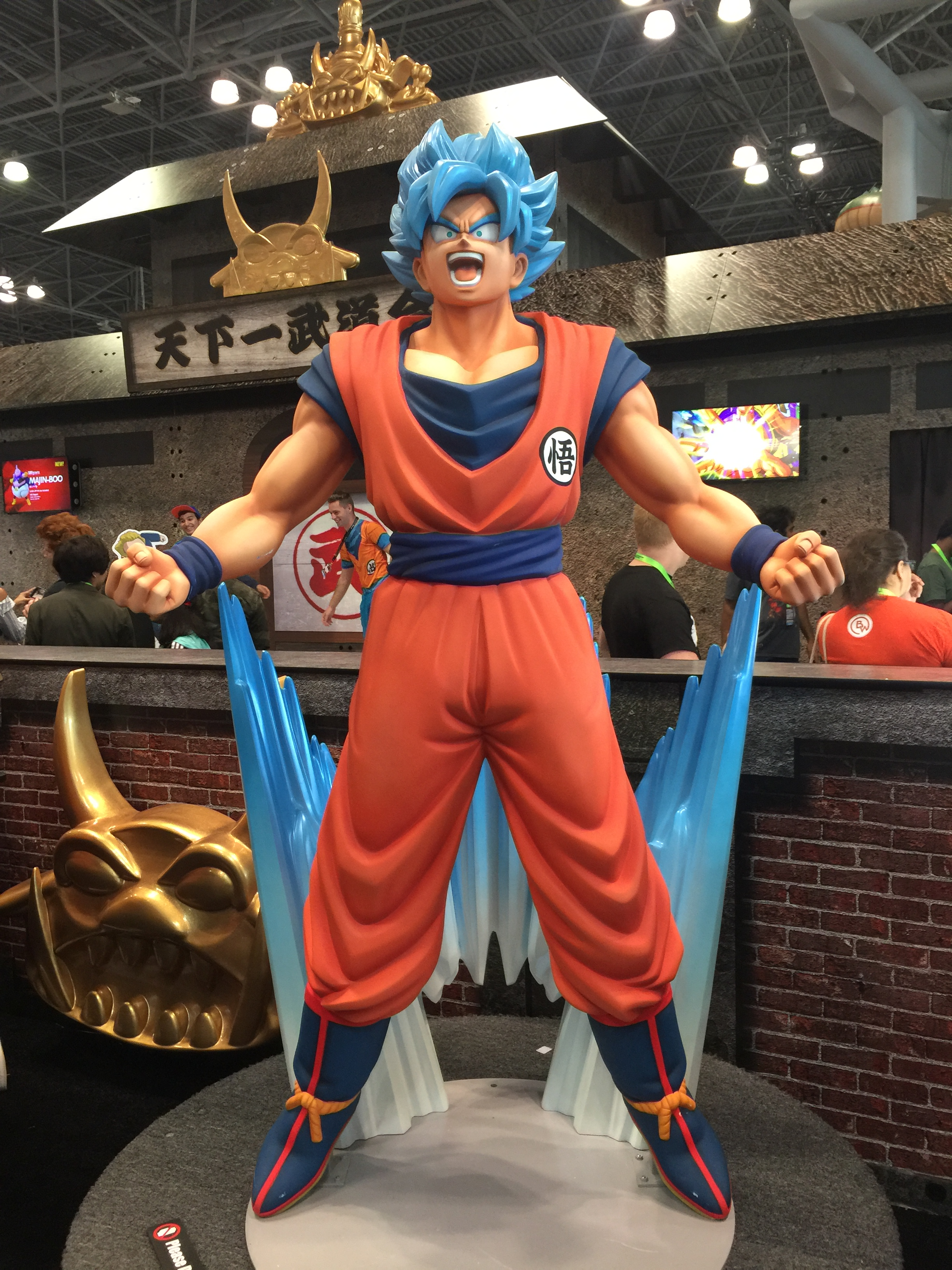
من شخصيات دراغون بول - مانغا الشونن

شونن shōnen هي كلمة يابانية تعني الشباب، هو سطر تحريري في مجال المانغا وتستعمل عادة للإشارة إلى الأعمال التي تستهدف القراء الشباب الذكور، على عكس شوجو التي تستهدف الإناث، ومانغا سينن التي تستهدف الشباب والرجال البالغين.
حرف الكانجي 少年 (shōnen) تعني حرفيا «الشاب» أو «الشباب»، والحرف 漫画 (المانغا) تعني «الكتاب الهزلي»؛ وبالتالي، فإن العبارة الكاملة تعني «فكاهي الشباب»، أو ببساطة «الشاب الهزلي». خط الشونن التحريري هو الأكثر شعبية وبيعا.

## خاصيات الشونن مانغا (النيكتسو)
تتميز الشونن مانغا وخاصة النيكتسو عادة بالكثير من الحركة والقتال مثل ناروتو وبليتش وون بيس، الكوميديا والرياضة مثل سلام دانك والكابتن ماجد أو حتى في بعض الأحيان الفن والدراما مثل باكومان. كما يتميز بطل الشونن مانغا (النيكتسو) بالعديد من الخصائص، نذكر منها:
- يتيم أو بعيد عن والديه.
- له حلم يريد تحقيقه مهما كان الثمن.
- الصدق والبراءة وفي الكثير من الأحيان الغباء.
- يمتلك قدرات غير عادية.
- يدافع عن الخير ويحارب الشر برفقة أصدقاء تعرف إليهم في مهمته.
- عندما يكون على وشك الموت أو الخسارة، يعاود النهوض بقوة أكبر من ذي قبل بفضل عزيمته ورغبته الكبيرة في الفوز.
- روح الفريق.

ملاحظة: يقع الخلط في الكثير من الأحيان بين الشونن (السطر التحريري) والنيكتسو (النوع)، النيكتسو هو أحد أنواع الشونن مانغا وأشهرها حيث أن أشهر المانغات في العالم هي في حقيقة الأمر نيكتسو مثل بليتش، دراغون بول، ون بيس، ناروتو. وتوجد أنواع أخرى ولكن ليس بمثل شعبية النيكتسو مثل:
- البانتسو وهو نوع يكون فيه البطل منحرفا نوعا ما ومحاطا بالكثير من الفتيات في جو من الكوميديا والرومانسية.
- الإيتشي وهو نوع جنسي نوعا ما ولكن ليس إباحي.

## أمثلة على مانغا الشونين
- دراغون بول
- ون بيس
- سانت سيا
- المحقق كونان
- إنوياشا
- القناص
- نيفرلاند الموعودة
- ناروتو
- بليتش
- ديث نوت
- أمير التنس
- سلام دانك
- فايري تايل
- قبضة نجم الشمال
- يوغي
- خيميائي الفولاذ
- دي جرايمان
- إينازوما إليفن
- أكاديميتي للأبطال
- صانع السلام
- هجوم العمالقة

## وصلات خارجية
- Anime for boys (باليابانية)
- Anime for men (باليابانية)